# Кемпирбаев, Ыскак
Ыскак Кемпирбаев (1899, бывший аул №2, Семипалатинская область — 16 ноября 1931, Семипалатинск) — руководитель восстания крестьян в  Абралинском районе.

## Биография
В 1918 записался в ряды Алашской милиции. В 1931 свыше 300 шаруа аулов Томар, Аккора, Жорга и других аулов Абыралинского района выступили против политики насильственной коллективизации, проводимой Советской властью. Руководитель восстания Кемпирбаев предъявил требования крестьян: остановить поборы, вернуть народу скот, заплатить за сданное мясо и другие. 15 февраля 1931 отряд из 20-ти вооруженных людей попали в плен. В число пленных был один из руководителей Совнаркома КазАССР Айдарбек Масанов, который был освобожден с условием передачи требований восставших руководству Советской власти. Позднее Кемпирбаев попадает в плен. В ноябре 1931 Кемпирбаев и его соратники были приговорены к расстрелу.